# Менконико
Менконико (итал. Menconico) — коммуна в Италии, располагается в регионе Ломбардия, в провинции Павия.
Население составляет 437 человек (2008 г.), плотность населения составляет 15 чел./км². Занимает площадь 28 км². Почтовый индекс — 27050. Телефонный код — 0383.
Покровителем коммуны почитается святой великомученик Георгий, празднование 23 апреля.

## Демография
Динамика населения:

## Администрация коммуны
- Официальный сайт: